# Rafaela Porras y Ayllón
Rafaela Porras y Ayllón   (Pedro Abad, 6 de gener de 1850 - Roma, 6 de gener de 1925) va ser una religiosa espanyola, fundadora de la congregació de les Esclaves del Sagrat Cor. Va ser beatificada el 18 de maig de 1952 a Roma per Pius XII, i canonitzada el 23 de gener de 1977 per Pau VI. La seva festivitat es va fixar el 6 de gener.

## Biografia
Era filla de l'alcalde Ildefonso Porras i de Rafaela Ayllón Castillo, i tenia onze germans i una germana. El 1854 va morir el seu pare en una epidèmia de còlera. Molt pietosa, va fer vots de castedat perpètua als quinze anys. El 1869 va morir la seva mare i el 1874, ella i la seva germana Dolores es van retirar al convent de clarisses de Còrdova per a meditar sobre la seva vocació religiosa. L'any següent van ingressar a la congregació de les Germanes de Maria Reparadora, on va prendre el nom de Rafaela Maria del Sagrat Cor. Quan la congregació es trasllada a Sevilla, les dues germanes es queden a Còrdova on, amb l'ajut del bisbe Ceferino González, funden l'Institut d'Adoratrius del Santíssim Sagrament i Filles de Maria Immaculada.
Per malentesos amb el bisbe, va marxar a Andújar i des d'allí a Madrid, el 1877, amb setze religioses. A Madrid, sota la direcció dels jesuïtes i el bisbe auxiliar Sancha, obté l'aprovació diocesana de l'institut el 1877, que serà ratificada per Lleó XIII el 1887, que va aprovar-la donant-li el nom de congregació de les Esclaves del Sagrat Cor de Jesús, que després prendrà el nom d'Esclaves del Sagrat Cor, amb l'objectiu de fomentar el culte al Santíssim Sagrament, educar les nenes i joves i fer formació espiritual d'adults.
Aviat començà a créixer amb noves fundacions: Còrdova (1880), Jerez de la Frontera (1883), Saragossa (1885), Bilbao (1886), Cadis (1890) i Roma (1892). Nomenada superiora de la congregació el 1887, ho serà durant fins al 1893, quan ho deixà per dissensions al si de l'institut, nomenant nova superiora la seva germana Dolores (ho serà fins al 1903, que serà destituïda). Dolguda, es va retirar a Roma, a la casa mare de la congregació, on va portar una vida humil fins que hi morí el 6 de gener de 1925.